# King’s Quest V: Absence Makes the Heart Go Yonder!
King’s Quest V: Absence Makes the Heart Go Yonder! – komputerowa gra przygodowa wydana w 1990 roku przez Sierra Entertainment. Jest to piąta część z serii King’s Quest. Gra doczekała się polskiej wersji językowej w 2001 roku – umieszczono ją na płycie CD dołączonej do magazynu „Komputer Świat Gry” 02/2001.

## Fabuła
Po raz trzeci wcielamy się w postać króla Grahama, władcy krainy Daventry. Tym razem idzie się przeciwstawić złemu czarnoksiężnikowi Mordakowi, który porwał jego rodzinę. W tej niebezpiecznej podróży, towarzyszyć będzie nam Cedryk – sowa dobrego czarodzieja Kryspina.